# Nyctus crinitus
Nyctus crinitus är en fjärilsart som beskrevs av Paul Mabille 1891. Nyctus crinitus ingår i släktet Nyctus och familjen tjockhuvuden. Inga underarter finns listade i Catalogue of Life.